# Arthur Numan
Arthur Numan (* 14. Dezember 1969 in Heemskerk) ist ein ehemaliger Fußballspieler aus den Niederlanden. Seit 2012 arbeitet er als Scout für den niederländischen Ehrendivisionär AZ Alkmaar.

## Karriere
Numan begann seine Karriere beim Amateur-Klub SV Beverwijk und ging später zum HFC Haarlem. Am 26. März 1988 bestritt er sein Profidebüt für Haarlem gegen DS 79 (2:0). Er spielte damals noch in einer offensiveren Rolle, im späteren Verlauf seiner Karriere kam er meist als linker Außenverteidiger zum Einsatz. 1991 wechselte er zu FC Twente Enschede, wo er sofort zum Kapitän aufstieg und bereits 1992 zum niederländischen Topklub PSV Eindhoven weiterzog.
Dort spielte er mit Stars wie Ronaldo, Romário oder Jaap Stam zusammen, auch hier wurde ihm 1996 die Kapitänsrolle zugeteilt. 1997 gewann er die niederländische Meisterschaft und den niederländischen Superpokal. 1998 wurde der Niederländer für eine Ablöse von fast sieben Millionen Euro an die Glasgow Rangers abgegeben. Sein Coach zu dieser Zeit war wiedereinmal Dick Advocaat, wie auch bei seinen früheren Stationen Haarlem und Eindhoven. In seiner ersten Saison bei den Rangers hatte er anfangs noch mit Verletzungen zu kämpfen, aber bereits wenig später konnte er dem Team zur schottischen Meisterschaft und zum schottischen Pokal im Jahre 1999 verhelfen. Bis Numan 2003 seine Karriere beendete, konnte er noch zwei weitere Male schottischer Meister und drei weitere Male Pokalsieger werden.
Der Abwehrspieler spielte zwischen 1992 und 2002 45 Mal für die „Elftal“, ohne jedoch einen Treffer zu erzielen. Zwischen 1994 und 2000 nahm er an jeder Welt- und Europameisterschaft teil, ohne dabei einen Stammplatz zu haben.

## Erfolge
- Niederländische Meisterschaft: 1997
- Niederländischer Pokal: 1996
- Niederländischer Superpokal: 1996, 1997
- Schottische Meisterschaft: 1999, 2000, 2003
- Schottischer Pokal: 1999, 2000, 2002, 2003
- Schottischer Ligapokal: 2002, 2003
- Teilnahme an einer Fußball-Weltmeisterschaft: 1994 (1 Einsatz), 1998 (6 Einsätze)
- Teilnahme an einer Fußball-Europameisterschaft: 1996 (kein Einsatz), 2000 (2 Einsätze)